# Wapen van Altena (Nederland)

Wapen van Altena

Het wapen van Altena is het gemeentewapen van de Nederlandse gemeente Altena (Noord-Brabant). Altena ontstond op 1 januari 2019 door een fusie van drie buurgemeenten Aalburg, Werkendam en Woudrichem. Het wapen werd met het koninklijk besluit op 17 april 2019 aan de gemeente verleend. In het wapen komen elementen uit wapens van voorgaande gemeentes terug.

## Geschiedenis
Er waren twee ontwerpen, waaruit een commissie bestaande uit Erfgoed Altena, de streekarchivaris en een inwoner konden kiezen. Na instemming van burgemeester en wethouders werd aan de koning verzocht het wapen te verlenen. Het wapen werd op 17 april 2019 vastgesteld. Het wapendiploma werd namens de Hoge Raad van Adel in november overhandigd door de voorzitter van de Hoge Raad jhr. mr. J.P. de Savornin Lohman aan waarnemend burgemeester M. Fränzel.

## Beschrijving
In goud afgewende zalmen van keel en in een ingedreven punt van sabel een rad van goud. Het schild gedekt met een gouden kroon van drie bladeren en twee parels.
De kroon waarmee het schild gedekt is, bestaat uit een gravenkroon.

## Verwante wapens

Wapen van Aalburg
Wapen van Werkendam
Wapen van Woudrichem

Alphen-Chaam · Altena · Asten · Baarle-Nassau · Bergeijk · Bergen op Zoom · Bernheze · Best · Bladel · Boekel · Boxtel · Breda · Cranendonck · Deurne · Dongen · Drimmelen · Eersel · Eindhoven · Etten-Leur · Geertruidenberg · Geldrop-Mierlo · Gemert-Bakel · Gilze en Rijen · Goirle · Halderberge · Heeze-Leende · Helmond · 's-Hertogenbosch · Heusden · Hilvarenbeek · Laarbeek · Land van Cuijk · Loon op Zand · Maashorst · Meierijstad · Moerdijk · Nuenen, Gerwen en Nederwetten · Oirschot · Oisterwijk · Oosterhout · Oss · Reusel-De Mierden · Roosendaal · Rucphen · Sint-Michielsgestel · Someren · Son en Breugel · Steenbergen · Tilburg · Valkenswaard · Veldhoven · Vught · Waalre · Waalwijk · Woensdrecht · Zundert